# Hugo Carneiro
Hugo Miguel de Sousa Carneiro (20 de maio de 1982) é um deputado e político português. Atualmente, desempenha as funções de deputado à Assembleia da República e Vice-Presidente do Grupo Parlamentar do PSD. Possui uma licenciatura em Economia, outra em Direito, e ainda uma especialização em Direito das Autarquias Locais.